# Michail Petrowitsch Frinowski

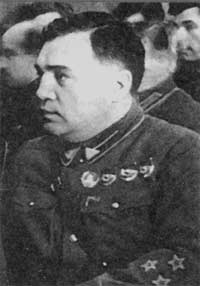
Michail Frinowski

Michail Petrowitsch Frinowski (russisch Михаил Петрович Фриновский, wiss. Transliteration Michail Petrovič Frinovskij; * 26. Januarjul. / 7. Februar 1898greg. in Narowtschat, Gouvernement Pensa; † 4. Februar 1940 in Moskau) war ein hochrangiger Funktionär des sowjetischen Innenministeriums NKWD und Volkskommissar der sowjetischen Kriegsflotte. Während des Großen Terrors in der Sowjetunion war er maßgeblich an der Planung und Durchführung der sogenannten Massenoperationen beteiligt.

## Leben
Frinowski, russischer Nationalität, kam als Sohn eines Lehrers zur Welt und absolvierte eine mittlere Schulausbildung. Anfang 1916 ging er als Freiwilliger zur russischen Armee. Bereits im August 1916 desertierte er und schloss sich einer anarchistischen Gruppe an. 1917 nahm er am Juliaufstand in Moskau teil. Im September 1917 trat er in die Rote Garde ein. Er kommandierte eine Gruppe Rotgardisten und wurde beim Sturm auf den Kreml schwer verwundet. Bis Februar 1918 wurde er im Krankenhaus behandelt.
1918 wurde er Mitglied der Kommunistischen Partei Russlands (Bolschewiki). Im Juli 1918 trat er in die Rote Armee ein. Dort war er Kommandeur eines Geschwaders und dann Leiter der Abteilung Spionageabwehr der Ersten Reiterarmee. Seit 1919 gehörte er der Tscheka und ihren Nachfolgeorganisationen OGPU und NKWD an. Er nahm 1919 an wichtigen Operationen der Tscheka teil, wie der Unterdrückung anarchistischer Gruppen in der Ukraine.
1927 beendete er einen Lehrgang an der Militärakademie „M. W. Frunse“. 1930 übernahm er die Leitung der OGPU in der Aserbaidschanischen Sozialistischen Sowjetrepublik. Von 1933 bis 1936/37 leitete er die Hauptverwaltung für Grenz- und inneren Schutz der OGPU bzw. des NKWD. Anschließend wurde er Stellvertreter, dann erster Stellvertreter von Nikolai Jeschow, dem Volkskommissar für innere Angelegenheiten der UdSSR. Von 1937 bis 1938 versah er ebenfalls das Amt des Hauptabteilungsleiters Grenz- und inneren Schutz des NKWD.
Frinowski arbeitete eng mit Jeschow zusammen und war führend an geheimen Repressionskampagnen beteiligt, die sich gegen „Kulaken“, „Kriminelle“, und „andere antisowjetische Elemente“ (→ NKWD-Befehl Nr. 00447) sowie gegen nationale Minderheiten richteten.
Am 8. September 1938 ernannte Stalin Frinowski zum Volkskommissar der sowjetischen Kriegsflotte. Dies war faktisch eine Degradierung, denn Frinowski befand sich plötzlich in einem Umfeld ohne Sicherheit und Macht durch langjährige Vertraute. Am 6. April 1939 erfolgte seine Verhaftung. Ihm wurde vorgeworfen, an einer Verschwörung innerhalb des NKWD beteiligt gewesen zu sein. Am 4. Februar 1940 wurde er erschossen. Frinowski wurde nicht rehabilitiert.

## Familie
Frinowskis Frau Nina Stepanowna (* 1903) war Absolventin der Geschichtswissenschaft. Sie wurde zusammen mit dem Sohn Oleg (* 1922) am 12. April 1939 verhaftet. Oleg wurde im Januar 1940 wegen angeblicher Zugehörigkeit zu einer konterrevolutionären Jugendvereinigung hingerichtet, Nina am 2. Februar 1940 zum Tode verurteilt und am folgenden Tag erschossen.